# Jaun Zuria
Jaun Zuria (basc Senyor Blanc) és el mític primer Senyor de Biscaia que va vèncer les tropes lleoneses o asturianes en la també mítica batalla de Padura, perseguint als invasors fins a arribar l'Arbre Malato, en el qual va establir la frontera de Biscaia. El nom real del personatge apareix recollit en castellà com a Lope Fortún (de vegades, López Fortún o Lope de Vizcaya).

## Origen
Hi ha diverses llegendes quant al seu origen, coincidint totes que era ros, d'ulls clars i descendent de reis. Dues de les llegendes diuen que era fill d'una princesa escocesa, que, exiliada a Mundaka, va tenir un fill de Sugaar l'escurçó o amb senyor de Busturia. Unes altres diuen que era fill d'una princesa de Mundaka i d'un senyor normand. Una altra versió diu que Jaun Zuria era un príncep hereu irlandès anomenat Lemor MacMorna. En un accident de cacera va matar el rei, el seu pare, raó per la qual va perdre el tron i va ser obligat a exiliar-se en una petita embarcació, arribant a Mundaka amb dos dels seus servents. Allí va ser rebut pel rei basc Lekobide, amb la filla del qual es va casar. Les tropes asturianes van atacar Biscaia, i Lemor va lluitar contra elles, vencent-les a Padura. Per això va rebre el nom de Jaun Zuria.
Actualment, buscant els orígens de la llegenda, i una explicació per a l'abundància de rossos d'ulls clars en aquesta part de Biscaia, alguns autors, com Jon Bilbao, creuen que Jaun Zuria era en realitat un membre d'un grup de vikings que s'havien assentat an la ria de Mundaka, mentre altres, com Jon Juaristi pensen que podia ser un noble d'un grup d'exiliats saxons que van fugir de la seva terra en ser desplaçats pels vikings.

## La versió de Lope García de Salazar[3]
En el segle xv, el senyor Lope García de Salazar va adaptar una història del Libro dos Linhagems de Pedro de Barcellos, fent de Jaun Zuria un noble escollit pels biscaïns per a dirigir-los en la seva lluita contra els lleonesos en la mítica batalla d'Arrigorriaga. Després de la batalla, van decidir nomenar-lo Senyor de Biscaia. Al morir en la batalla el Senyor de Durango, i casar-se Jaun Zuria amb la seva filla, va passar a ser també Senyor del Duranguesat, al que va atorgar furs. A la seva mort va heretar el Senyoriu el seu fill Nuño (Nunso) López, que va ser capturat pels sarraïns estant al servei del Comte de Castella. El va alliberar el seu fill Ennec Esquerra bescanviant-lo per un notable sarraí que havia capturat, però ambdós van discutir, resultant en un judici de Déu en el qual el pare va resultar mort. Va passar a ser Senyor de Biscaia Ennec I Esquerra. Segons Salazar, va canviar les Encartaciones als reis de Lleó per altres territoris que havia conquistat, dotant-les també de furs. I fou el primer a titular-se comte de Biscaia.